# تویو آشیدا
تویو آشیدا (انگلیسی: Toyoo Ashida; ۲۱ آوریل ۱۹۴۴ – ۲۳ ژوئیهٔ ۲۰۱۱) کارگردان پویانمایی، character designer، پویانما، فیلم‌نامه‌نویس اهل ژاپن بود. وی بین سال‌های ۱۹۶۵ تا ۲۰۰۹ میلادی فعالیت می‌کرد.